# コンパクト・ロード

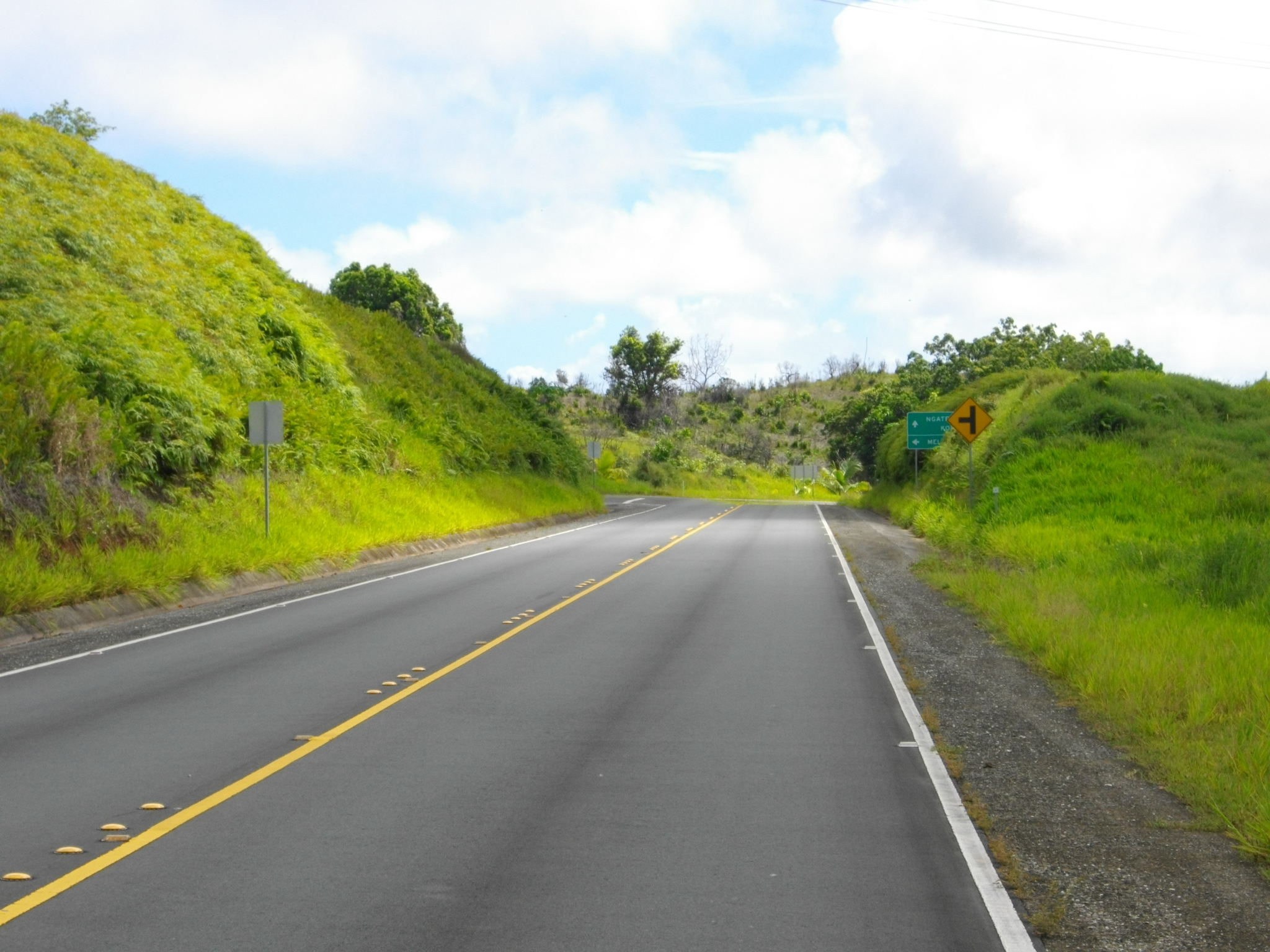
コンパクト・ロード（ガラスマオ付近）

コンパクト・ロード（Compact Road）とは、パラオの幹線道路。バベルダオブ島を一周する道路である。

## 前史
従来、バベルダオブ島内の舗装道路は、KB橋からロマン・トメトゥチェル国際空港までの道しかなく、それより北の道路は未舗装で、大雨が降ったりすると四輪駆動車といえども走行が困難な悪路であった。そのため、空港以北の地域に行くためには専ら船が使われていた。

## 概要
クニオ・ナカムラ大統領政権時代に進められたインフラ整備事業である。アメリカ合衆国との間で結ばれた自由連合盟約（Compact of Free Association）に基づく経済援助で建設された道路（Road）であることから、「コンパクト・ロード」と呼ばれている。
全長53マイル（約85キロ）、幅員7.2mの2車線道路で、アメリカ陸軍工兵部隊の監督の下、韓国企業の大宇建設が工事を請け負った。2002年の完成予定であったが、工事が大幅に遅れ、2007年にようやく全通した。
この道路完成により、普通の自動車でも気軽にバベルダオブ島内を行き来することが可能になった。